# VHDL
VHDL, VHSIC (Very High Speed Integrated Circuit) Hardware Description Language, är ett hårdvarubeskrivande språk, vilket betyder att det liksom Verilog är ett programspråk som används för att beskriva digitala kretsar som sedan kan realiseras i en grindmatris eller ASIC.
VHDL lånar många element i sin syntax från Ada.

## Historia
VHDL utvecklades 1980 av IBM, Texas Instruments och Intermetrics kontrakterade av det amerikanska försvaret. VHDL har kommit ut i ett antal nya versioner sen dess och idag vidareutvecklas programspråket under IEEE Computer Society som en IEEE standard. 
VHDL Analysis and Standards Group (http://www.eda.org/vasg/ [VASG]) håller i den utvecklingen.

## Programexempel
En krets, till exempel en vippa, kallas i programspråket för en entitet. En sådan beskrivs av dess portar, dvs in- och utgångar som den använder för att kommunicera med andra kretsar, samt sin funktion, i språket kallat sitt beteende (behaviour), dvs vad den beroende på sina insignaler skickar ut som utsignal.
Beteendet hos en entitet styrs av processer som triggar på en av insignalernas positiva eller negativa flank.

### D-vippa
Följande exempel är en D-vippa med synkroniserad reset som sparar en databit:
```
-- VHDL exempel program: DFlipFlop.vhd

-- en kommentar inleds med dubbla streck

  
library
 
IEEE
;
                 
-- motsvarande C++: #include <...>

  
use
 
IEEE.std_logic_1164.
all
;
  
-- motsvarande C++: using namespace ...

  
entity
 
DFlipFlop
 
is
           
-- moduldeklaration (C++: klassdeklaration)

     
port
 
(
                     
-- port(...) deklarerar alla "publika" signaler

        
CLK
 
:
 
in
 
STD_LOGIC
;
     
-- ingång CLK

        
RST
 
:
 
in
 
STD_LOGIC
;
     
-- ingång RST, aktiv hög

          
D
 
:
 
in
 
STD_LOGIC
;
     
-- ingång D - värdet som skall "kopieras"

          
Q
 
:
 
out
 
STD_LOGIC
    
-- utgång Q - det kopierade värdet

     
);

  
end
 
DFlipFlop
;

  
architecture
 
behaviour
 
of
 
DFlipFlop
 
is
  
-- motsvarande en klassdefinition.

                                          
-- här deklareras ev. "privata" signaler/funktioner

  
begin

      
process
(
CLK
)
                
-- processen "körs" när CLK ändras...

      
begin

          
if
 
rising_edge
(
CLK
)
 
then
 
--...från nolla till etta

              
if
 
RST
 
=
 
'1'
 
then
   
-- Om RST är aktiv (hög), så skall vi...

                 
Q
 
<=
 
'0'
;
        
--...nollställa utgången...

              
else
                
--...annars skall vi...

                 
Q
 
<=
 
D
;
          
--...kopiera värdet på ingången D

              
end
 
if
;

          
end
 
if
;
                 
-- Kom ihåg: Raderna ovan händer bara när CLK går från 0 till 1.

      
end
 
process
;

  
end
 
behaviour
;
                  
-- Avsluta "klassdeklarationen".

```